# Jan Ritzema Bos

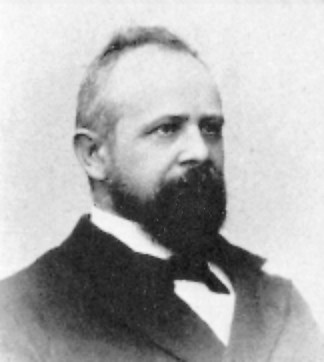

Jan Ritzema Bos (Groningen, 27 juli 1850 – Wageningen, 7 april 1928) was een Nederlandse botanicus en zoöloog die wordt gezien als de grondlegger van de plantenziektekunde in Nederland. Hij was de broer van Hemmo Bos (hoogleraar in Wageningen) en Pieter Roelf Bos (van de Bosatlas).

## Opleiding en loopbaan
Jan Ritzema Bos werd geboren als tweede zoon van de onderwijzer Pieter Pieters Bos en Geessien Jans Ritzema. Hij werd met achternaam en al vernoemd naar zijn grootvader van moederskant Jan Ritzema. Zijn officiële achternaam was Bos, niet Ritzema Bos, zoals hij zichzelf wel altijd noemde.
Hij studeerde zoölogie aan de Rijksuniversiteit Groningen. Op 19 december 1874 promoveerde hij aan dezelfde universiteit op het proefschrift Bijdrage tot de kennis van de Crustacea hedriophthalmata van Nederland en zijne kusten.
In 1891 richtte Ritzema Bos samen met Hugo de Vries de Nederlandsche Phytopathologische Vereeniging (tegenwoordig de Koninklijke Nederlandse Plantenziektekundige Vereniging) op. Tot aan zijn dood was Ritzema Bos de voorzitter van deze vereniging. Tevens trad hij vanaf 1895 op als redacteur van het Tijdschrift voor Plantenziekten, het tijdschrift van de vereniging.
Op 12 juni 1895 werd Ritzema Bos benoemd tot buitengewoon hoogleraar in de fytopathologie aan de Universiteit van Amsterdam. Op 29 november 1895 sprak hij zijn oratie uit: De ziektenleer der planten in haar beteekenis voor de praktijk en voor de beoefening der biologische wetenschappen. Van 1895 tot 1906 was hij tevens directeur van het in 1894 opgerichte Phytopathologisch Laboratorium ‘Willie Commelin Scholten’, waarbij Hendrik Marius Quanjer zijn assistent was. Hij werd als directeur van het laboratorium opgevolgd door Johanna Westerdijk. In 1899 werd onder zijn leiding de Phytopathologische Dienst (de latere Plantenziektenkundige Dienst) opgericht  met als voornaamste doel exporterende boomkwekers te voorzien van verklaringen dat hun plantmateriaal gezond was. Van deze dienst was hij tot 1918 de directeur. Op 24 april 1906 beëindigde hij zijn dienstverband aan de Universiteit van Amsterdam. De Phytopathologische Dienst verhuisde vervolgens van Amsterdam naar Wageningen.
Hetzelfde jaar werd hij geïnaugureerd als hoogleraar aan de Rijks Hoogere Land-, Tuin- en Boschbouwschool, een voorloper van de huidige Wageningen Universiteit. Hij hield zich hier onder meer bezig met entomologie. Tevens werd hij hier de directeur van het Instituut voor Phytopathologie. 
Ritzema Bos werd benoemd tot Ridder in de Orde van de Nederlandse Leeuw en tot Honorary Member of the Association of Economic Biologists.

## Natuurbescherming
Ritzema Bos was betrokken bij  natuurbeschermingskwesties. Hij adviseerde de Nederlandse overheid en behoorde in de periode rond en na de oprichting samen met onder meer Jac.P. Thijsse, H.W. Heinsius, J.Th. Oudemans en P.G. van Tienhoven tot de belangrijkste personen bij de Vereniging Natuurmonumenten.
In 1901 behoorde Ritzema Bos tot de oprichters en eerste bestuursleden van de Nederlandsche Ornithologische Vereeniging (NOV), de latere Nederlandse Ornithologische Unie (NOU).

## Herinnering
In Nederland is een aantal straten vernoemd naar Ritzema Bos, waaronder de Ritzema Bosstraat in Amsterdam, de Ritzema Bosstraat in Boskoop, de Ritzema Bosstraat in Nieuw-Vennep, de Jan Ritzema Bosstraat in Purmerend, de Ritzema Boslaan in Utrecht en de Ritzema Bosweg in Wageningen, alsmede een gebouw van de Wageningen University & Research, het Ritzema Boshuis in Wageningen.
Op algemene begraafplaats Leeuwerenk in Wageningen bevindt zich het familiegraf van de familie Ritzema Bos.

## Selectie van publicaties
- Landbouwdierkunde. Nuttige en schadelijke dieren van Nederland (Volume 2); J. Ritzema Bos;J.B. Wolters (1882)
- Leerboek der Dierkunde; J. Ritzema Bos & H. Bos; J.B. Wolters (1893)
- Schetsen uit het leven der vogels; J. Ritzema Bos; A M van den Broecke (1897)
- Landbouwdierkunde. Nuttige en schadelijke dieren van Nederland (Volume 1); J. Ritzema Bos; J.B. Wolters (1879)
- Landbouwdierkunde. Nuttige en schadelijke dieren van Nederland (Volume 2); J. Ritzema Bos; J.B. Wolters (1882)
- Ziekten en beschadigingen der landbouwgewassen (Volume 2 ); J.Ritzema Bos,; J.B.Wolters (1915)
- Ziekten en beschadigingen der landbouwgewassen (Volume 1); J.Ritzema Bos,; J.B.Wolters (1919)
- Ziekten en beschadigingen der landbouwgewassen (Volume 3); J.Ritzema Bos & T.A.Schoevers; J.B.Wolters (1923)
- Het besproeien van kruisbessen en de bijen; J. Ritzema Bos & L. van Giersbergen; in Maandschrift Bijenteelt, maart 1915; online versie hier

- Author citation (botany): Ritz.Bos
- Biografisch Portaal: 16467435
- Digitale Bibliotheek voor de Nederlandse Letteren: ritz002
- Gemeinsame Normdatei: 117533173
- International Standard Name Identifier: 0000 0001 1632 4542
- Nationale Bibliotheek van Tsjechië: xx0191183
- Nederlandse Thesaurus van Auteursnamen: 068739850
- Système universitaire de documentation: 144757672
- Virtual International Authority File: 163352905
- WorldCat: E39PBJjhFpkPRrVRCrcmCrMpT3